# La Femme voilée
Pour le téléfilm, voir La Femme voilée (téléfilm).
La Femme voilée (The Veiled Lady) est une nouvelle policière d'Agatha Christie mettant en scène le détective belge Hercule Poirot.
Initialement publiée le 3 octobre 1923 dans la revue The Sketch au Royaume-Uni, cette nouvelle n'a été reprise en recueil qu'en 1925 dans Poirot Investigates aux États-Unis. Elle a été publiée pour la première fois en France dans la revue Mystère magazine en automne 1964, puis dans le recueil Le Bal de la victoire en 1979.

## Résumé
Hercule Poirot s'ennuie car, selon lui, il manque de cas intéressants, disant même au capitaine Hastings que les criminels anglais le craignent trop (il rejette évidemment la suggestion que la plupart d'entre eux ne sauraient même pas qu'il existe). Hastings se souvient d'une affaire récente dans laquelle la vitrine d'un bijoutier dans Bond Street a été brisée et où le coupable, rapidement arrêté, n'avait sur lui que des copies des six pierres volées, ayant immédiatement passé les véritables bijoux à un complice. Poirot estime que, même si cela avait été bien planifié, cela ne représente pas un intérêt réel.
C'est alors qu'ils reçoivent une visite : une femme voilée. Elle dit être Lady Millicent Castle Vaughan, dont les fiançailles avec le duc de Southshire ont été récemment annoncées. Pendant la guerre, elle avait écrit une lettre à un homme qui a été tué par la suite et cette lettre, dont le contenu pourrait être mal interprété, est tombée dans les mains d'un certain Lavington, un maître-chanteur qui réclame 20 000 £ pour la lui rendre, une somme qu'elle ne peut en aucun cas se permettre de payer. Elle raconte qu'elle est allée à la maison de Lavington à Wimbledon pour plaider sa cause, mais que ce fut inutile. Il lui a montré que la lettre était conservée dans une boîte chinoise, mais que celle-ci était cachée dans un endroit qu'elle ne pourrait jamais trouver. Lavington répond à l'invitation de Poirot, mais rit à sa demande de rendre la lettre, disant qu'il réduit ses prétentions à 18 000 £ et que Lady Millicent a jusqu'à mardi pour trouver cette somme.
Piqué au vif, Poirot décide que la seule manière d'agir est de chercher dans la maison de Lavington. Il s'y rend le lendemain matin, sachant que le propriétaire est absent et se présente comme un homme recommandé par Scotland Yard, qui peut mettre des verrous anti-vol aux fenêtres. Il laisse la fenêtre entrouverte et y retourne avec Hastings le soir même. Après une longue recherche, ils trouvent la boîte cachée dans une fausse bûche.
Le lendemain, Lady Millicent le contacte à propos de la lettre. Elle lui demande la boîte comme un souvenir, mais Poirot est trop rapide pour elle et l'empêche de la prendre. Dans un autre compartiment de la boîte se trouvent les 6 joyaux disparus de Bond Street. Japp apparaît alors, sortant d'une autre pièce, et reconnaît la Lady comme étant en fait « Gertie », une complice de Lavington, de son vrai nom Reed, qui a tenté de doubler les membres de son gang et qui a été tué en Hollande un jour ou deux auparavant. Les membres du gang savaient que les bijoux et la lettre étaient conservés dans la boîte et avaient décidé d'utiliser Poirot pour les récupérer. Japp emmène la femme, et Poirot raconte à Hastings, étonné, que ce sont les chaussures bon marché qu'elle portait qui lui avaient fait soupçonner qu'elle n'était pas la personne qu'elle prétendait être. Poirot souligne qu'une femme de la classe de Lady Millicent ne pourrait jamais porter de telles chaussures de mauvaise qualité. Poirot est heureux de souligner que non seulement les criminels de l'Angleterre le connaissent, mais qu'ils ont même essayé de l'utiliser lorsque leurs propres efforts étaient restés infructueux !

## Publications
Avant la publication dans un recueil, la nouvelle avait fait l'objet de publications dans des revues, dans la série « The Grey Cells of M. Poirot II » :
- le 3 octobre 1923, au Royaume-Uni, sous le titre « The Case of the Veiled Lady », dans le no 1601 de la revue The Sketch[1],[2] ;
- en mars 1925, aux États-Unis, dans le no 4 (vol. 39) de Blue Book Magazine[1] ;
- en mars 1961, aux États-Unis, sous le titre « The Chinese Puzzle Box », dans le no 3 (vol. 37) de la revue Ellery Queen's Mystery Magazine[3] ;
- en mai 1961, en Australie, sous le titre « The Chinese Puzzle Box », dans le no 167 de la revue Ellery Queen's Mystery Magazine (Australia)[4] ;
- en automne 1964, en France, sous le titre « La boîte à surprise », dans le no 201 bis de la revue Mystère magazine[5].

La nouvelle a ensuite fait partie de nombreux recueils :
- en 1925, aux États-Unis, dans Poirot Investigates[1] (avec 13 autres nouvelles) ;
- en 1974, au Royaume-Uni, dans Poirot's Early Cases[1],[6] (avec 17 autres nouvelles) ;
- en 1979, en France, dans Le Bal de la victoire[5] (recueil ne reprenant que 15 des 18 nouvelles du recueil britannique de 1974, différentes de la sélection du recueil américain) ;
- en 1990, en France, dans la réédition de Les Enquêtes d'Hercule Poirot, coll.« Les Intégrales du Masque », reprenant cette fois-ci la composition complète du recueil américain de 1925.

## Adaptation
- 1989 : La Femme voilée (The Veiled Lady), téléfilm britannique de la série télévisée Hercule Poirot (12e épisode, 2.02), avec David Suchet dans le rôle principal.